# Társadalmi vállalkozás
A társadalmi vállalkozás (angolul social enterpreneurship ) az a tevékenység, amely innovatív megoldások révén valamely társadalmi problémára kíván választ adni. A társadalmi vállalkozó küldetése, hogy társadalmi értéket hozzon létre. A társadalmi vállalkozók világszerte a legkülönbözőbb szervezeti formákban működnek és tevékenységükkel bevonják a kis és nagy, új és régi, vallási és világi, nonprofit, for-profit és hibrid szervezeteket.
Míg az üzleti (profit orientált, for-profit) vállalkozók a teljesítményt jellemzően a profittal és a megtérüléssel mérik, a társadalmi vállalkozók a társadalom számára előálló pozitív hozamot is figyelembe veszik. A társadalmi vállalkozások jellemzően a széles körű társadalmi, kulturális és környezetvédelmi célok megvalósulását segítik elő. A társadalmi vállalkozásokat általában a nonprofit szektorhoz társítják, és jellemzőjének tartják a hozzájuk kötődő önkéntes munkavégzést.

## Külső hivatkozások
- Social Entrepreneurship: The Case for Definition (angol nyelven). skollfoundation.org. [2008. február 28-i dátummal az eredetiből archiválva].
- Social Entrepreneurship: Definition and Boundaries Archiválva 2016. június 2-i dátummal a Wayback Machine-ben, Samer Abu-Saifan
- Toward A Positive Theory of Social Entrepreneurship. On Maximizing Versus Satisficing Value Capture: By Alejandro Agafonow, Journal of Business Ethics, November 2013, DOI: 10.1007/s10551-013-1948-z
- Class on Social Entrepreneurship Archiválva 2017. március 14-i dátummal a Wayback Machine-ben from Prof. Hockerts, Copenhagen